# Левіафан
Левіафа́н — біблійне чудовисько надзвичайно великих розмірів і могутності. Часто описується як змій чи дракон і згадується разом з іншим чудовиськом, Бегемотом.

## У Біблії
Левіафан згадується в Біблії як істота, наділена величезною силою. Вперше слова про нього містяться у Книзі Йова, де він вказаний разом із Бегемотом як непідвладна людині водяна тварина. Левіафан має велику зубату пащу, звідки вилітають вогонь та іскри, з ніздрів іде дим, спина вкрита лускою, непробивною для жодної зброї. Водяна безодня кипить під Левіафаном, за ним лишається «світла стежка». Він — «цар над усіма гордими звірями».
Пізніше Левіафан коротко згадується в Книзі псалмів як приклад незбагненності божественного творіння: «Ходять там кораблі, там той левіятан, якого створив Ти, щоб бавитися йому в морі».
Іншого разу Левіафан наводиться в тій же книзі як символ Єгипту, ворожого Богу. А в Книзі пророка Ісаї міститься пророцтво про знищення Богом Левіафана: «Того дня Господь скарає своїм мечем, твердим, великим і потужним, Левіятана, швидкого змія, Левіятана, верткого змія, і вб'є потвору, що у морі».
Левіафан не фігурує в Новому Завіті безпосередньо, але є пророцтво про прихід Звіра з моря, що здобуде владу над людьми за допомоги «іншого звіра, який виходив з землі». Через фальшиві чудеса люди вклонятимуться йому та поставлять ідола на його честь, здатного розмовляти. Він примусить носити число звіра та завдяки ідолу наказуватиме вбивати тих, хто не поклоняється йому. Порівняння описів цих апокаліптичних тварин з апокрифічними текстами дає підстави вважати обох звірів відповідно Левіафаном і Бегемотом.

## У похідній літературі

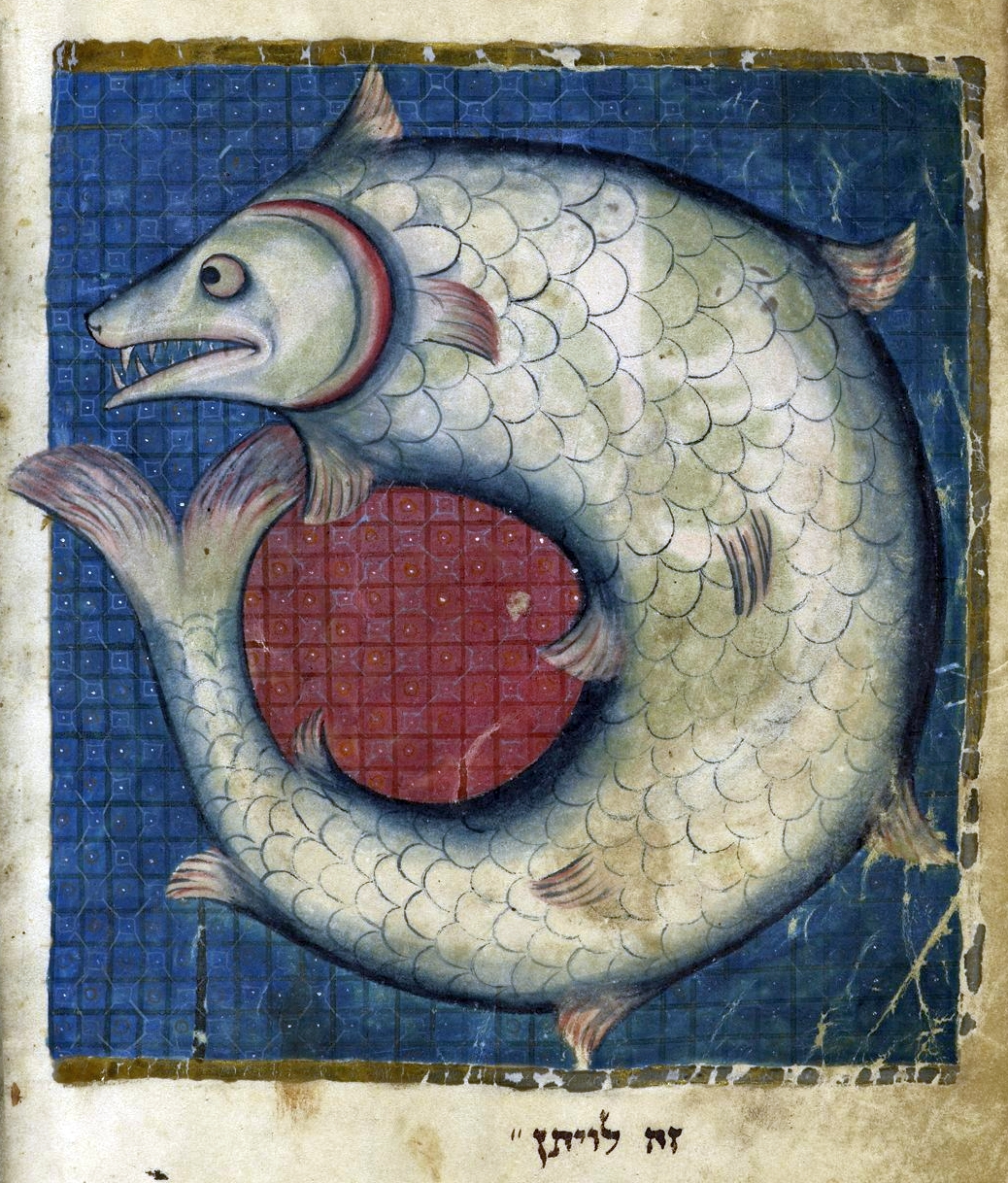
Малюнок Левіафана з «Французького збірника» єврейських текстів, близько 1278—1298 рр.

Згідно з мідрашами, Бог створив Левіафана на п'ятий день творіння. Спершу було двоє Левіафанів, самець і самиця, але їхнє поширення загрожувало знищити світ. Тому Бог убив самицю і її тілом харчуватимуться праведники в часи приходу Месії. Агади наголошують на надзвичайних розмірах Левіафана: в його пащі поміщається риба завдовжки 300 миль. Іноді в агадах згадується, що жодна істота не може витримати смороду Левіафана; що він поширює з пащі жар, від якого закипає вода; тіло Левіафана, особливо його очі, яскраво сяють; він мешкає у Середземному морі і річка Йордан впадає до його рота; праведники полюватимуть на Левіафана та їстимуть його м'ясо; архангел Гавриїл буде не в змозі вбити Левіафана, але це зробить Бог і виготовить зі шкури звіра величезний намет і одяг для праведників; сяйлива шкура Левіафана освітлюватиме Єрусалим і весь світ. Попри свою силу, Левіафан боїться маленького хробака під назвою кільбіт, який чіпляється за зябра.
За апокрифічною Книгою Еноха, перед кінцем світу з'являться два чудовиська: одне буде жіночої статі, на ім'я Левіафан, і житиме в глибинах океану над водними джерелами; інше — чоловічої статі, Бегемот, що займатиме своїми грудьми пустелю під назвою Дендайн.
Згідно з Третьою книгою Ездри, на п'ятий день творіння Бог створив двох чудовиськ, Левіафана та Бегемота. Вони були такі великі, що сьома частина світу, заповнена водою, не могла утримати їх разом. Тому Бог розділив їх і віддав Бегемоту землю, що висохла на третій день.
У сирійському Апокаліпсисі Баруха пророкується, що в часи приходу Месії Бегемот вийде зі свого усамітнення на суші, а Левіафан — із моря. Ці два гігантських чудовиська, створені на п'ятий день, слугуватимуть їжею для обраних людей.
Апокаліпсис Симеона описує Левіафана як велетенську рибу, правителя морських тварин, що слугуватиме їжею праведникам разом з іншими «царями» тварин.
Бегемот і Левіафан у гностичному вченні офітів утворюють дві з перепон, які мусить пройти душа, щоб очиститися й досягти блаженства. А саме Левіафан огортає світ, відокремлюючи його від божественної реальності. Він поглинає душі людей після їхньої смерті, щоб повертати їх у тіла. Таким чином Левіафан є причиною реінкарнацій і перешкоджає єднанню з Богом. Згідно з Оригеном, офіти вшановували Левіафана, ототожнюючи його зі Змієм з Едемського саду. Однак, оскільки в цій гностичній космології Левіафан переважно трактується негативно, то хорошими вважалися тільки його поради, а не сам Змій. У мандеїзмі Левіафан вважається рівносутнім демону на ім'я Ур.
У маніхействі, на яке вплинули гностичні ідеї, Левіафана вбивають сини бунтівного янгола Шем'язи, котрих потім по черзі вбивають архангели. Це відображає минущість перемог і маніхейську критику царської влади.

## Трактування образу
Раціоналістична версія сутності Левіафана пояснює, що це крокодил. На це вказує згадка у Книзі Йова гака, яким його можна було б зловити. Полювання на крокодилів за допомогою гака описував Геродот. Зубата паща та вкрита лускою спина також відповідають опису крокодила.
Знищення Богом Левіафана є варіацією поширеного мотиву про боротьбу божества зі змієм. Так, у вавилонській міфології бог Мардук перемагає чудовисько Тіамат, утілення первісного хаосу, представленого водою. Подібно Ваал перемагає семиголового змія. Іноді з Левіафаном ототожнюється риба, що проковтнула Йону. В цьому контексті Левіафан має перетворювальну функцію, бо в його череві чоловік лишається живий і потім символічно народжується заново, коли риба випльовує його.

## Поза релігією
У переносному значенні Левіафан — дещо величезне чи загрозливе. Мотив величезної риби, що проковтує героя, відомий у фольклорі та мистецтві. Наприклад, у казках про Синдбада-мореплавця риба проковтує корабель.
Томас Гоббс у трактаті «Левіафан» назвав Левіафаном державу, яку люди створили задля спільного блага, пожертвувавши часткою своєї свободи. Відмовляючись від частини своїх природних прав, люди створюють державу — «смертного бога», який повинен захищати людей і дбати про їхню безпеку.
У поемі Вільяма Блейка «Єрусалим» Бегемот і Левіафан символізують війну на суші та на морі. Одне з тлумачень їхнього образу полягає в тому, що ці звірі символізують безнадійність матеріальної природи.
Левіафанами називаються різноманітні величезні істоти чи механізми в художніх творах. Наприклад, у романі Скотта Вестерфельда «Левіафан» це летючий кит, а в анімаційному фільмі «Атлантида: Загублена імперія» — робот, який охороняє підводну країну.